# Trausnitz
Trausnitz är en kommun och ort i Landkreis Schwandorf i Regierungsbezirk Oberpfalz i förbundslandet Bayern i Tyskland.
Kommunen ingår i kommunalförbundet Pfreimd tillsammans med staden Pfreimd.